# 插旗攻城市
《插旗攻城市》（英語：Where to Invade Next）是一部2015年美国紀錄片，由麥可·摩爾擔任導演並主演。  電影讲述了麥可·摩爾周遊各國，包括在意大利、法国、芬兰、突尼斯、斯洛文尼亚、德国和葡萄牙，在當地學習一些成功的政策或理念後，嘗試將這些概念偷回美國。 
麥可·摩爾經過六年後的電影《插旗攻城市》2015年12月23日在美国和加拿大上映 ，導演一改過去在《華氏911》《健保真要命》的諷刺手法，以溫和的方式在此電影中傳達這些國家的政策與理念。

## 概要
電影講述麥可·摩爾受到美國軍方邀請，請他解決一些美國目前的社會問題，於是摩爾提出一個建議，讓他本人周遊列國，並吸取這些國家好的政策，再帶回美國並付諸執行。 
他访问了意大利、法国、芬蘭、斯洛維尼亞、德國、葡萄牙、挪威、突尼西亞和冰岛，這些國家分别談論工人福利、学校午餐、早期教育、大学教育、工人包容、毒品合法化、低再犯率、妇女保健以及妇女在社会中的包容等主题。 
麥可·摩爾在電影最后指出，許多外國的理念很多其实都起源于美国，比如憲法禁止残酷和非常惩罚、废除死刑、争取八小时工作制和五一假期（勞動節）、妇女平权运动等，導演說到許多從美國出口的政策在其他國家效仿後都執行的比美國更好，並暗示美國的停滯不前與目前的社會現況。

## 外部連結
- 官方网站
- 互联网电影数据库（IMDb）上《插旗攻城市》的资料（英文）
- Box Office Mojo上《插旗攻城市》的資料（英文）
- 爛番茄上《插旗攻城市》的資料（英文）